# Czarna (dopływ Łęgu)
Czarna – struga w południowo-wschodniej Polsce, prawy dopływ Łęgu (Zyzogi) o długości ok. 3 km, wypływa w Stykowie (część miasta Głogów Małopolski) na Płaskowyżu Kolbuszowskim. W swoim górnym odcinku przez część roku pozostaje wyschnięta.